# 北滘西站 (地铁)
北滘西站是佛山地铁3号线的一个车站，位于中国广东省佛山市顺德区北滘镇城际北滘西站南侧。

## 车站结构

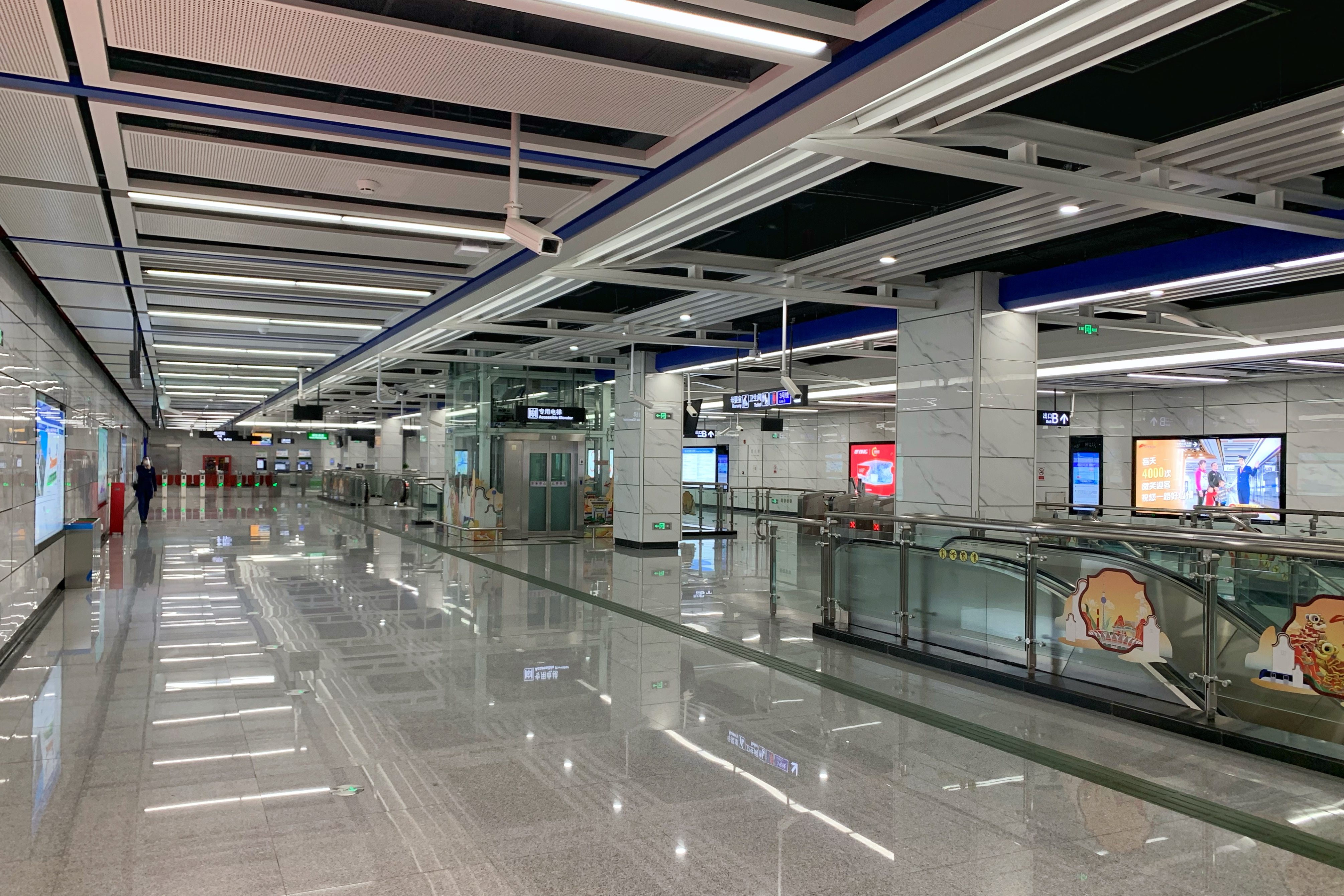
站厅

### 车站楼层
本站为地下二层岛式车站，主体结构总长215m，基坑最大宽度25.1m，最大深度为16.23m。地下一层为站厅，地下二层为3号线站台。
| 地下一层 | 站厅     | 售票机、客服中心、商店、警务室、安检设施 |  |  |
| 地下二层 | 1 站台   | █3号线 中山公园方向（下站：潭洲会展）    |  |  |
|          | 岛式站台 |                                          |  |  |
|          | 2 站台   | █3号线 顺德学院站方向（下站：高村）      |  |  |

### 站台
本站设有一个岛式站台，位于裕和路的地底。

### 出入口
本站初期设有A、B两个出入口供乘客进出，沿裕和路东西向布置。
|                                           |                                                       |      |          |                                      |
| 編號                                      | 设施                                                  | 图像 | 出口指示 | 建議前往的目的地                     |
| A                                         | 盲道标志 · 无障碍通道标志 · 升降机标志 · 扶手电梯标志 |      | 裕和路   | 西滘文化公园、北滘西站公交站（西行） |
| B                                         | 盲道标志 · 扶手电梯标志                               |      | 裕和路   | 北滘西站公交站（东行）               |
| 註： 設有 \| 設有 \| 設有 \| 設有扶手電梯 |                                                       |      |          |                                      |

## 接驳交通
| 城际铁路（北滘西站） - 广肇城际铁路 巴士（北滘西站） \| 编号 \| 编号 \| 线路 \| 线路 \| 线路 \| 收费 \| 运营商 \| 备注 \| \| ---- \| ---- \| ------------ \| ---- \| ------------ \| ---- \| -------- \| ------------- \| \| \| 934 \| 北滘西地铁站 \| ⇆ \| 大沙围工业区 \| 2元 \| 顺德鸿运 \| 原 934A、934B \| |      |              |      |              |      |          |               |
| 编号 | 编号 | 线路         | 线路 | 线路         | 收费 | 运营商   | 备注          |
| | 934  | 北滘西地铁站 | ⇆    | 大沙围工业区 | 2元  | 顺德鸿运 | 原 934A、934B |

## 历史
2018年12月3日，本站首块底板完成浇筑，正式进入主体结构施工阶段。2018年12月15日，本站至美旗站（现为潭洲会展站）区间左右线盾构安全下穿广东潭洲国际会展中心。
2019年5月14日，本站主体结构封顶。2020年9月29日，本站与高村站间的明挖区间顺利封顶。
本站在规划及施工阶段被命名为北滘站，名称取自临近的广佛环线北滘站。2020年，城际北滘站定名为北滘西站；本站则于2022年定名为北滘西站，英文名亦确定为Beijiao West Railway Station。
2022年12月28日，本站随3号线开通而启用。